# روبرت غيوم
روبرت غيوم (بالإنجليزية:Robert Guillaume)‏ (30 نوفمبر 1927 - 24 أكتوبر 2017) واسمه الحقيقي روبرت بيتر وليامز، وهو ممثل مشهور وتخرج في جامعة واشنطن في سانت لويس وكذلك تخرج في جامعة سانت لويس، وحصل على إحدى جوائز الأيمي.

## وصلات خارجية
- الموقع الرسمي
- روبرت غيوم على موقع IMDb (الإنجليزية)
- روبرت غيوم على موقع روتن توميتوز (الإنجليزية)
- روبرت غيوم على موقع ألو سيني (الفرنسية)
- روبرت غيوم على موقع ميوزك برينز (الإنجليزية)
- روبرت غيوم على موقع تيرنر كلاسيك موفيز (الإنجليزية)
- روبرت غيوم على موقع أول موفي (الإنجليزية)
- روبرت غيوم على موقع قاعدة بيانات برودواي على الإنترنت (الإنجليزية)
- روبرت غيوم على موقع قاعدة بيانات برودواي على الإنترنت (الإنجليزية)
- روبرت غيوم على موقع قاعدة بيانات الأفلام السويدية (السويدية)
- روبرت غيوم على موقع إن إن دي بي (الإنجليزية)
- St. Louis Walk of Fame
- Robert Guillaume's oral history video excerpts at The National Visionary Leadership Project
- Robert Guillaume - Archive of American Television Interview—يوتيوب